# Maladie de Scheie
La maladie de Scheie une maladie de surcharge lysosomale héréditaire et évolutive due à un déficit de l'enzyme alpha-L-iduronidase. Sa forme la plus grave est le syndrome de Hurler.
C'est une forme atténuée de la mucopolysaccharidose de type 1. La transmission se fait sur le mode récessif autosomique. Un traitement enzymatique de substitution existe depuis 2003 pour freiner l'évolution de la maladie.
Cette maladie débute très précocement à l'âge de 6 ans et comporte une stagnation puis une régression psychomotrice. Dans les formes plus modérées, l’intelligence est normale. Les autres symptômes sont cardiaques, pulmonaires et ostéo-articulaires et évoluent plus lentement. Ils peuvent varier d’un malade à l’autre. 